# Лаак
Лаак (нід. Laak) - один з 8 районів Гааги, займає площу 4.27 км² і таким чином є найменшим районом Гааги. Разом з тим район також має найменше населення: 45 895 осіб (2020)

## Історія

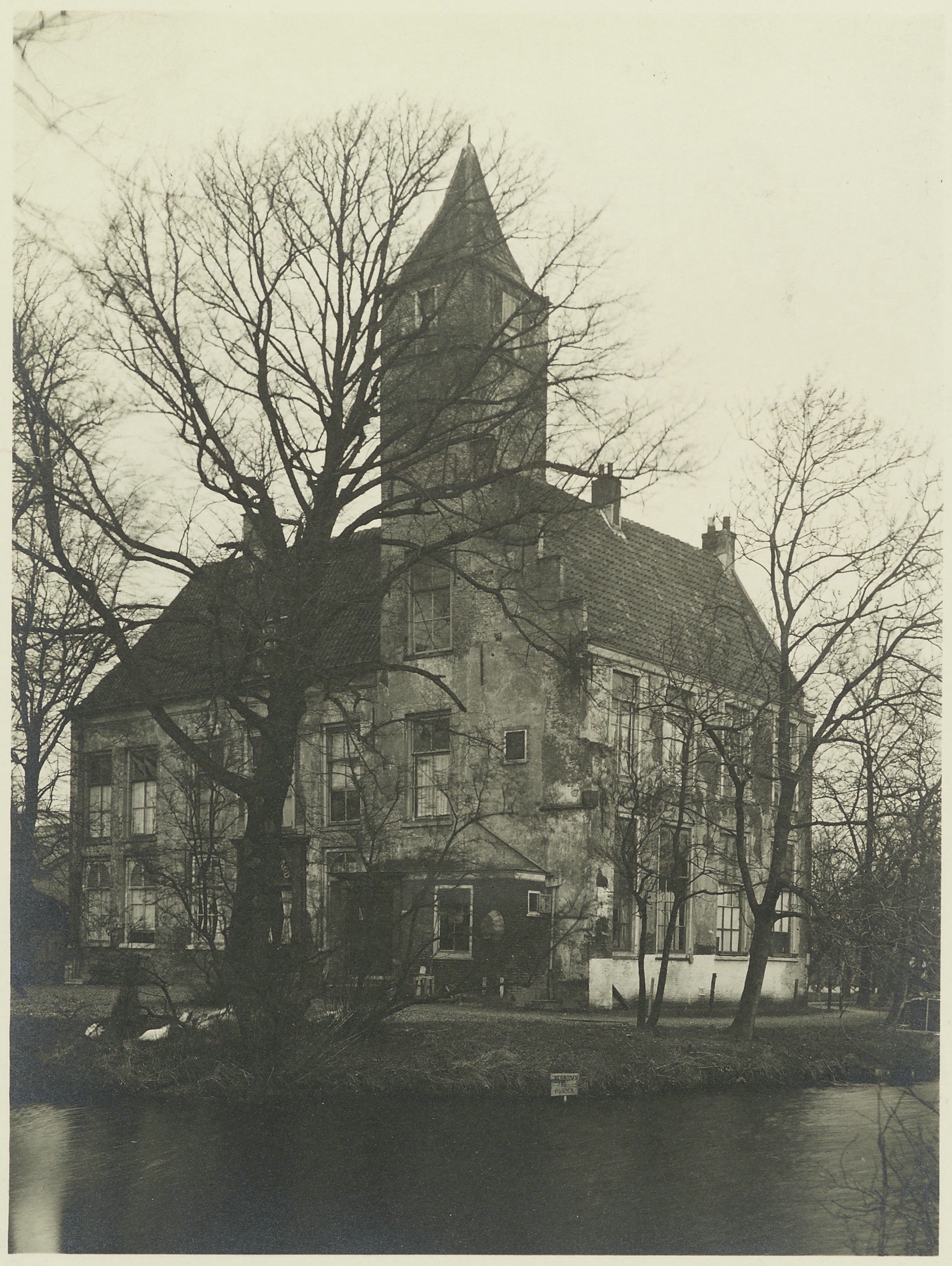
Палац Бінкхорст

Східна частина Лааку відома з 1308 року, саме тоді там було добудовано палац Бінкхорст (нід. Kasteel het Binckhorst). Нинішній вигляд палац отримав після перебудови 1727 року. Територію нинішнього району Лаак, муніципалітет Гааги придбав у Рейсвейку у 1844 році за 400 гульденів на рік, Гаага продовжує платити ці гроші і донині. Території довкола та західніше Бінкхорсту почали активно розбудовуватись в 30-х роках 20 століття. Тоді в районі було збудовано гавань що сполучалась з каналом Гагсе Вліт (нід. Haagse Vliet). Будівлі в районі будувались переважно в стилі Нової Гаазької Школи.
З 80-х років структура населення району починає змінюватись, туди переїжджають багато мігрантів та студентів Гаазького університету прикладних наук (нід. Haagse Hogeschool).
10 листопада 2004 року на вулиці Антхенісстрат (нід. Antheunisstraat) відбулась антитерористична операція в рамках якої було затримано членів терористичного угрупування Група Хофстад (нід. Hofstadgroep). Облога будівлі в якій знаходились терористи тривала 14 годин, в результаті вибуху гранати троє поліціянтів отримали поранення. Через операцію значну частину району було евакуйовано.
Ця подія негативно вплинула на імідж району та призвела до того, що голландський уряд почав активно протидіяти радикалізації місцевої молоді шляхом її соціальної інтеграції.

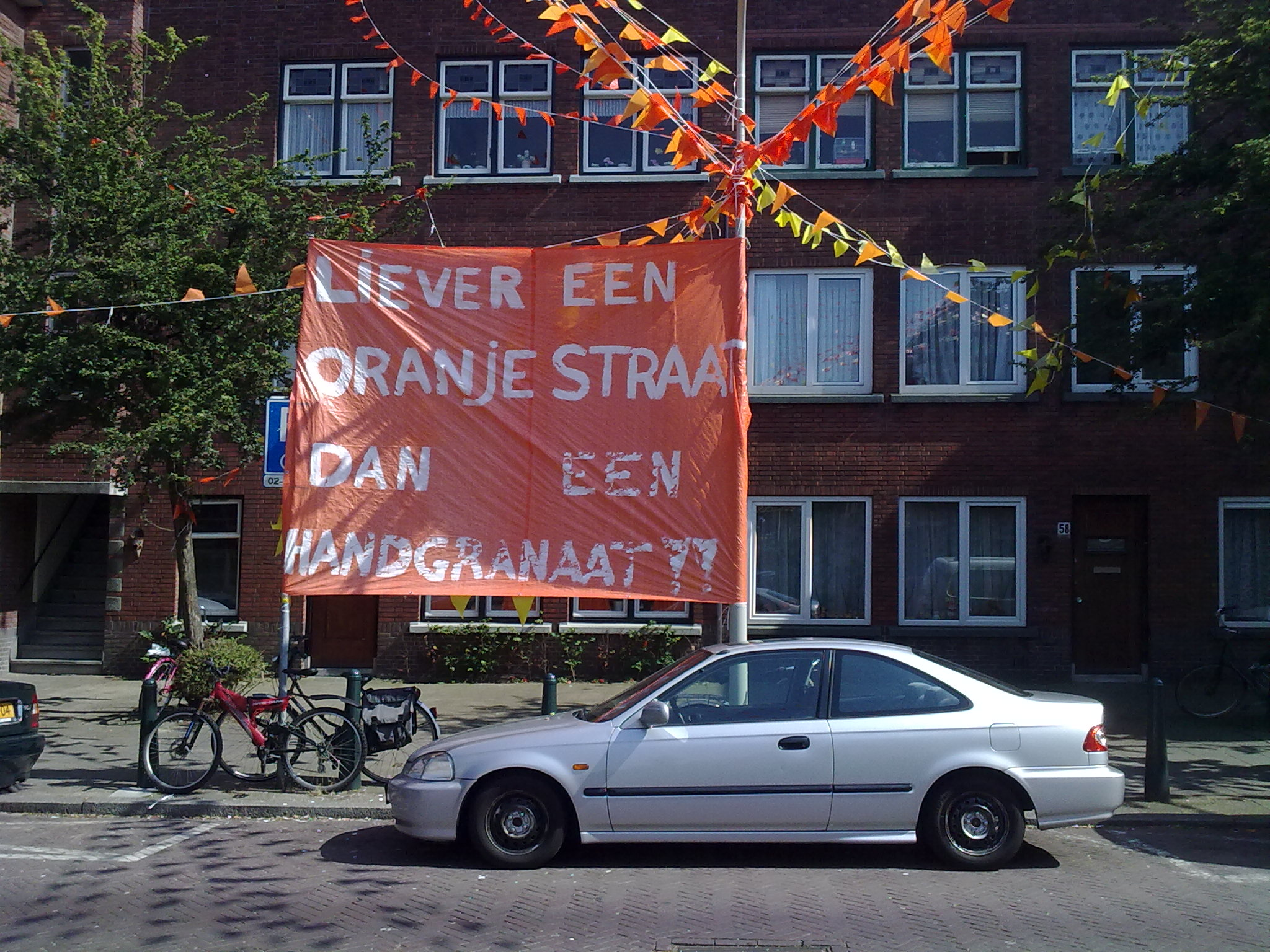
Антхенісстрат у 2010 році

Щоб продемонструвати своє несприйняття терористичної ідеології, під час Чемпіонату світу з футболу 2010, група місцевих жителів вивісила великий банер з текстом: «Краще помаранчева (прим. національний колір Нідерландів) вулиця, ніж ручна граната!!» (нід. Liever een oranje straat dan een handgranaat!!).
Східна частина району є бізнес-кластером і наразі там проходить реновація.

## Населення
У 2020 році в районі проживали 45 895 осіб, з них 77,3 % були мігрантами. Середній річний заробіток на домогосподарство складав у 2017 році 29 704€, в той час, як в Гаазі цілком він складав 39 700€. Близько 60 % жителів району отримують низьку зарплату, серед жителів Гааги в цілому цей показник знаходиться на рівні 48,4 %.